# Merzdorf (Cottbus)
Merzdorf, niedersorbisch Žylowk, ist ein Ortsteil der Stadt Cottbus in Brandenburg. Bis zur Eingemeindung am 6. Dezember 1993 war Merzdorf – mit Unterbrechung zwischen 1974 und 1988 – eine eigenständige Gemeinde. Im September 2022 hatte der Ort 1084 Einwohner.

## Lage
Merzdorf liegt in der Niederlausitz, rund vier Kilometer nordöstlich des Cottbuser Stadtzentrums. Die Gemarkung des Ortsteils grenzt im Norden an Willmersdorf, im Osten und Süden an Dissenchen, im Südwesten an Sandow und im Westen an Saspow. Der frühere nördlich gelegene Nachbarort Lakoma wurde bis 2007 zugunsten des Braunkohlebergbaus in der Lausitz devastiert. Zum Ortsteil gehört der Wohnplatz Hammergraben Siedlung. Merzdorf liegt im amtlichen Siedlungsgebiet der Sorben/Wenden in Brandenburg.
Unmittelbar nordöstlich grenzt Merzdorf an das Restloch des Braunkohletagebaus Cottbus-Nord, das aktuell zum Cottbuser Ostsee geflutet wird. Die ehemalige zu Merzdorf gehörende Siedlung „Ausbau“ wurde 1984 für den Tagebau geräumt. Durch den Ort fließt der Hammergraben, nordwestlich des Ortes bildet die Spree die Grenze nach Saspow. Östlich führt die ab Ende 2012 neu gebaute Bundesstraße 168 (Ortsumgehung Cottbus) an Merzdorf vorbei, sie mündet nördlich der Ortslage in die Bundesstraße 169.

## Geschichte
Der Ort wurde 1411 als Mertinsdorff erstmals erwähnt. Sowohl der deutsche als auch der sorbische Ortsname „Žylowk“ gehen auf Personennamen zurück, der sorbische Name ist eine Verkleinerungsform zur Unterscheidung des nahegelegenen Dorfes Sielow, dessen sorbischer Name „Žylow“ lautet.
Merzdorf gehörte zur kurfürstlich-brandenburgischen Herrschaft Cottbus und dort ab 1574 zum Amt Peitz. Nach 1701 kam die Mark Brandenburg und somit auch Merzdorf zum Königreich Preußen. Die Einwohner lebten überwiegend von der Landwirtschaft. Im Jahr 1718 bestand der Ort aus zwölf Bauernhufen, drei und zwei Dritteln Kossätenhufen, weitere Haushalte waren zehn Gärtner- und zwei Büdnerfamilien. Die Landwirtschaft wurden in Dreifelderwirtschaft betrieben. Nach dem Vierten Koalitionskrieg wurde Merzdorf kurzzeitig sächsisch. Nach Friedrich Wilhelm August Bratring lebten im Jahr 1809 in Merzdorf ein Lehnschulze, neun Ganzbauern, zwei Halbbauern, zwölf Kossäten und drei Büdner; insgesamt hatte der Ort 150 Einwohner.
Als Folge der auf dem Wiener Kongress beschlossenen Teilung des Königreiches Sachsen wurde Merzdorf im Jahr 1815 wieder preußisch, bei der Gebietsreform im folgenden Jahr wurde der Ort dem Kreis Cottbus in der Provinz Brandenburg zugeordnet. Im Jahr 1819 lebten in Merzdorf zwölf Bauern, zehn Kossäten und fünf Büdner. Für Gottesdienste gingen die Einwohner in die Gemeinde der Klosterkirche nach Cottbus. Im Jahr 1832 wurde das Amt Peitz aufgelöst und Merzdorf kam in das Amt Cottbus. Bei der Volkszählung am 1. Dezember 1871 wurden in der Landgemeinde Merzdorf 278 Einwohner in 47 Haushalten gezählt. Von den Einwohnern waren 146 Männer und 132 Frauen, 61 Einwohner waren jünger als zehn Jahre. Des Weiteren waren alle Einwohner evangelisch-lutherischer Konfession. Nach der Auflösung des Amtes Cottbus im Jahr 1874 bildete die Landgemeinde Merzdorf mit vier weiteren Landgemeinden und einem Gutsbezirk den Amtsbezirk Schmellwitz.

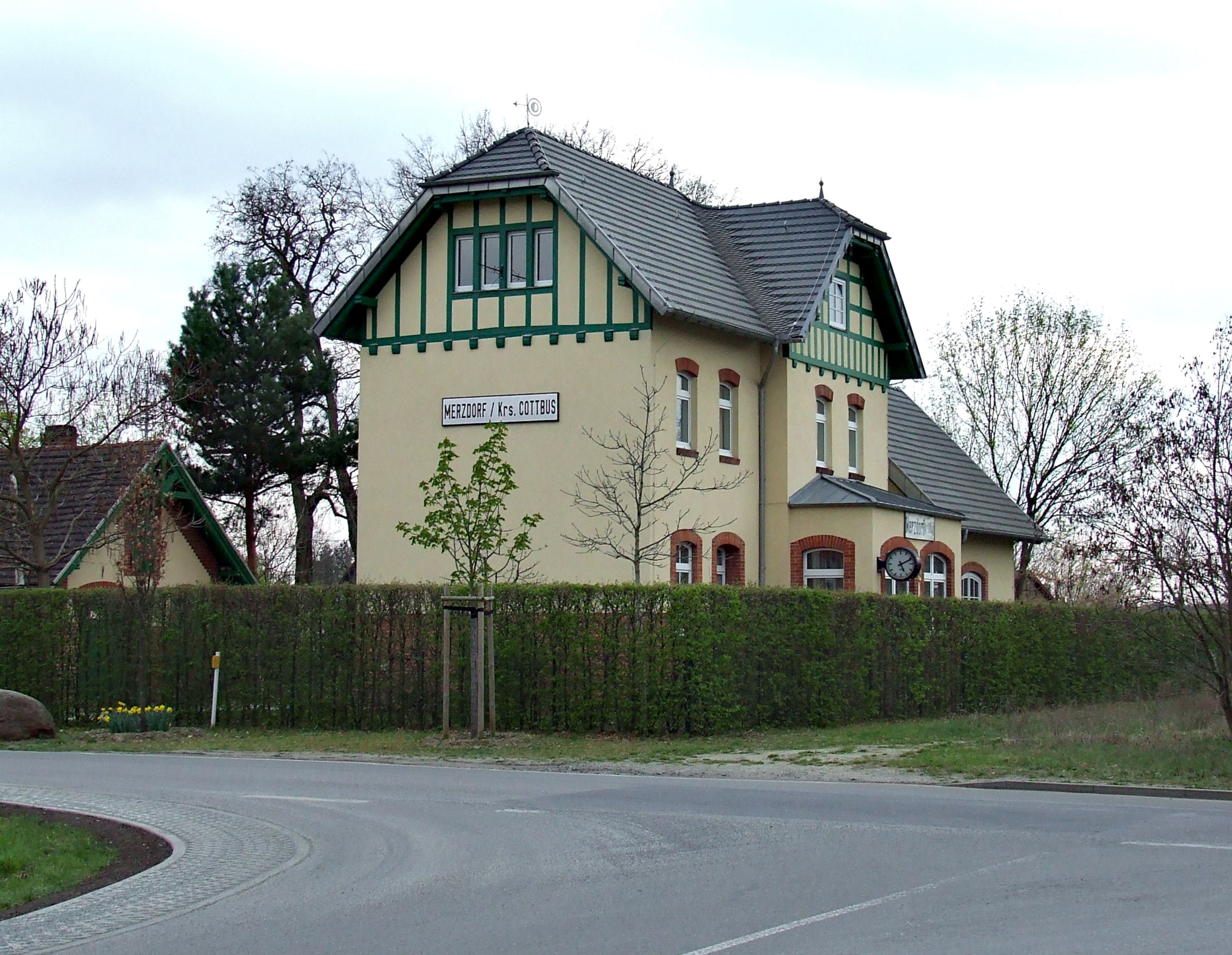
Empfangsgebäude des ehemaligen Bahnhofes Merzdorf

Bis zur Jahrhundertwende stieg die Einwohnerzahl auf 376 an. Am 1. Mai 1912 wurde an der am Ort vorbei führenden Bahnstrecke Cottbus–Guben der Bahnhof eröffnet. Während des Ersten Weltkriegs entstand auf der Gemarkung Merzdorf ein Kriegsgefangenenlager für circa 10.000 Gefangene. Zum Planungsteam gehörte unter anderem der Architekt Hans Scharoun. Ab 1916 leistete hier der expressionistische Maler, Dichter und Grafiker Ludwig Meidner seinen Militärdienst als Dolmetscher. Mit der Industrialisierung der Region kam es auch in Merzdorf zu einem Bevölkerungswachstum, 1925 hatte der Ort 505 und 1939 schließlich 829 Einwohner. Nach dem Ende des Zweiten Weltkrieges gehörte Merzdorf zur Sowjetischen Besatzungszone und kam somit 1949 zur DDR. Bei der Kreisreform im Juli 1952 wurde die Gemeinde dem Kreis Cottbus (ab 1954 Kreis Cottbus-Land) im Bezirk Cottbus zugeordnet.

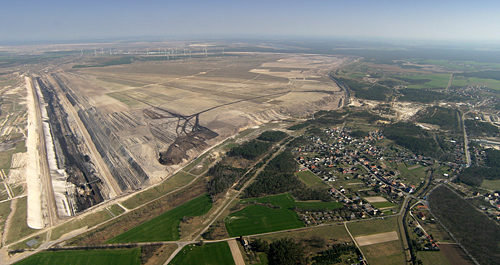
Blick über Merzdorf auf den ehemaligen Tagebau Cottbus-Nord (2007)

Zum 1. Januar 1974 wurde Merzdorf nach Dissenchen eingemeindet. Seit den späten 1970er bzw. frühen 1980er Jahren prägt der Braunkohletagebau Cottbus-Nord die nordöstliche Umgebung von Merzdorf. Im Jahr 1984 wurden mehrere Gehöfte einer zu Merzdorf gehörenden, knapp zwei Kilometer nordöstlich des Ortszentrums gelegenen Ausbausiedlung für den Tagebau devastiert, 16 Einwohner wurden umgesiedelt. Am 31. Dezember 1988 wurde Merzdorf wieder aus Dissenchen ausgegliedert und erhielt den Gemeindestatus zurück. Nach der Wiedervereinigung gehörte die Gemeinde zunächst zum Landkreis Cottbus in Brandenburg, die Eingemeindung in die kreisfreie Stadt Cottbus erfolgte am 6. Dezember 1993 im Rahmen der Kreisreform in Brandenburg.

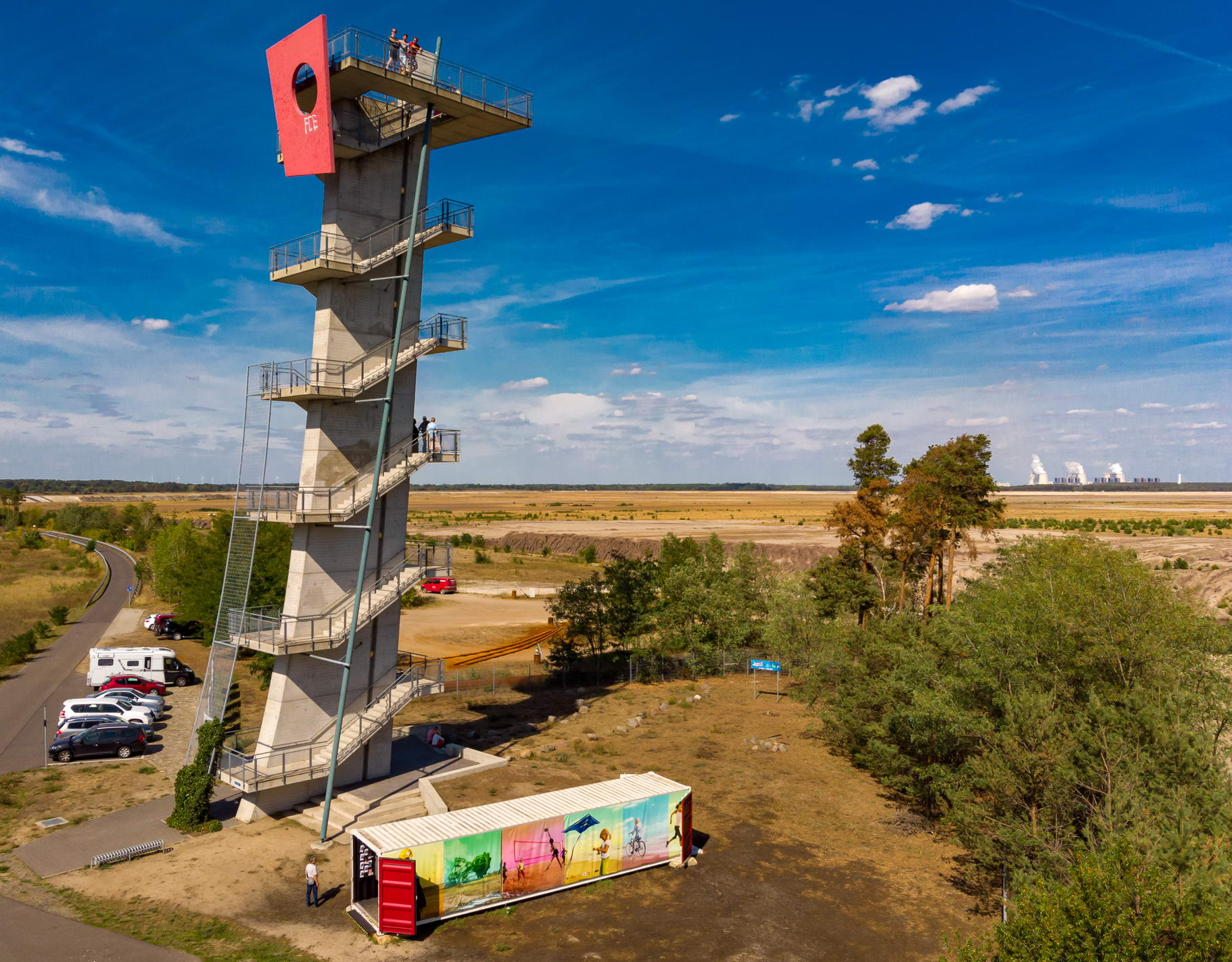
Aussichtsturm Merzdorf

Der Betrieb des Bahnhofes in Merzdorf wurde am 18. September 2002 eingestellt, da die Bahnstrecke zwischen Cottbus und Guben für den Tagebau abgerissen wurde. Als Ersatz entstand an der Bahnstrecke Cottbus–Frankfurt (Oder) ein neuer Haltepunkt. Mit der bevorstehenden Einstellung des Tagebaus Cottbus-Nord wurde im Jahr 2006 an der Abbruchkante der Aussichtsturm Merzdorf errichtet. Bis 2009 rückte der Tagebau auf bis zu 200 Meter an den Ortsrand von Merzdorf heran. Der Tagebau wurde im Dezember 2015 eingestellt und wurde von 2019 bis 2024 geflutet, der Cottbuser Ostsee entstand. Zwischen Juli 2018 und August 2019 erfolgten an dieser Stelle außerdem erste Bauarbeiten für den Cottbuser Stadthafen.

## Einwohner
| Jahr | Einwohner |
| ---- | --------- |
| 1875 | 220       |
| 1890 | 330       |
| 1910 | 423       |

| Jahr | Einwohner |
| ---- | --------- |
| 1925 | 505       |
| 1933 | 704       |
| 1939 | 829       |

| Jahr | Einwohner |
| ---- | --------- |
| 1946 | 817       |
| 1950 | 832       |
| 1964 | 779       |

| Jahr | Einwohner |
| ---- | --------- |
| 1971 | 745       |
| 1981 | n. E.     |
| 1985 | n. E.     |

| Jahr | Einwohner |
| ---- | --------- |
| 1989 | 499       |
| 1992 | 518       |

Gebietsstand des jeweiligen Jahres, in den Jahren 1981 und 1985 wurde die Einwohnerzahl nicht gesondert erfasst
Bis ins 20. Jahrhundert war Merzdorf ein überwiegend sorbischsprachiges Dorf. Der Volkskundler Arnošt Muka ermittelte 1884 für seine Statistik über die Sorben in der Lausitz in Merzdorf 308 Einwohner, davon waren 300 Sorben (97,4 %) und acht Deutsche. In der folgenden Zeit ging der Anteil sorbischsprachiger Einwohner zurück, im Jahr 1956 hatten nur noch 35,6 % Sorbischkenntnisse. Bei der letzten Erhebung im Jahr 1995 hatten noch 5,7 % der Einwohner Sorbischkenntnisse, der Spracherhalt wurde als schlecht bewertet. Als Umgangssprache wird das Sorbische bereits länger nicht mehr genutzt.

## Sehenswürdigkeiten und Kultur

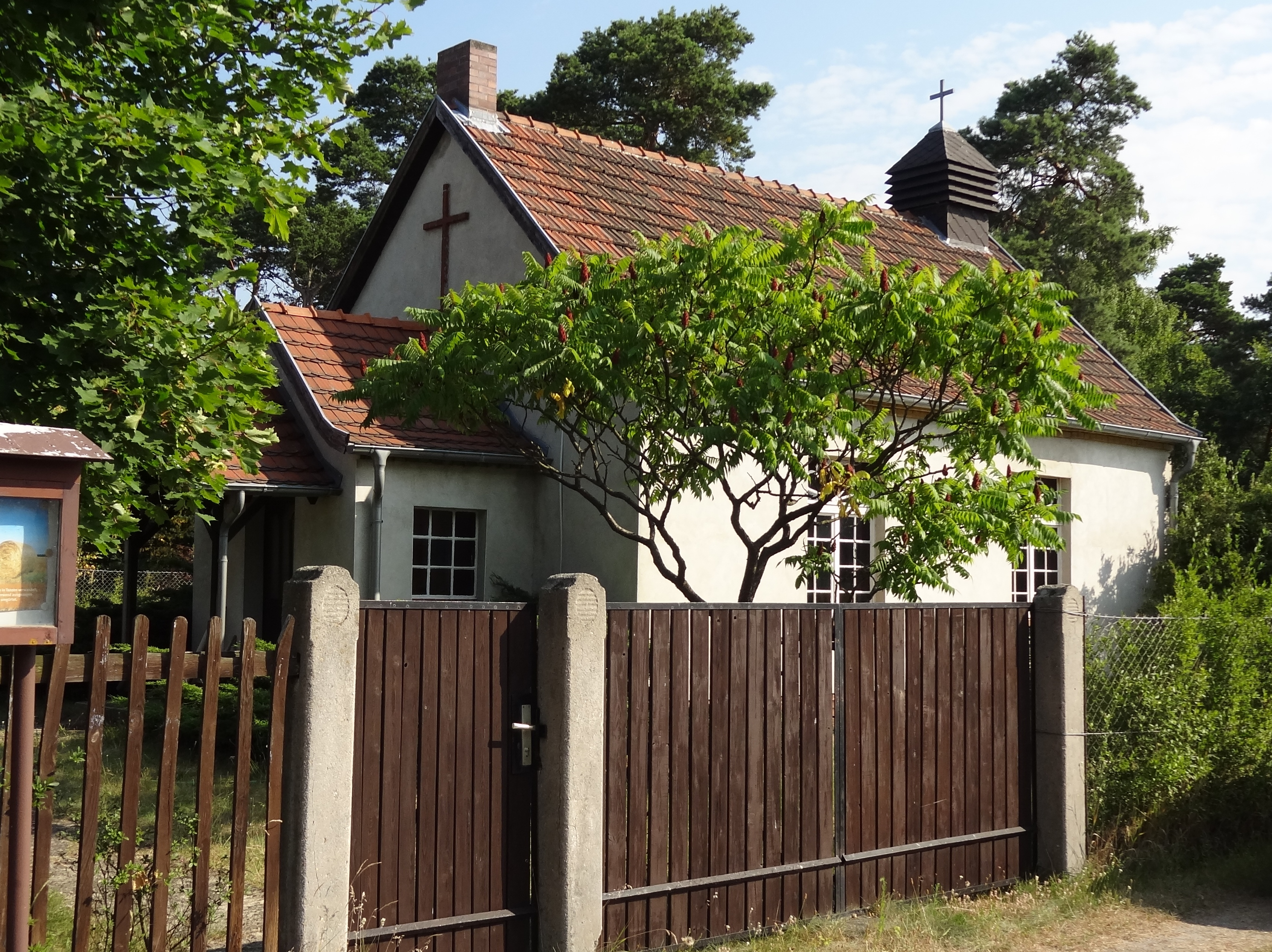
Kirche der Landeskirchlichen Gemeinschaft

- Die Kirche der Landeskirchlichen Gemeinschaft wurde in den Jahren 1950 und 1951 auf einem Grundstück gebaut, das der Gemeinschaft zur Verfügung gestellt wurde. Seit 1998 nutzt die Landeskirchliche Gemeinschaft das Gebäude nicht mehr, stattdessen hält die Kirchengemeinde St. Nikolai Cottbus alle zwei Wochen Gottesdienste in dem Gebäude ab.[10]
- Der Aussichtsturm Merzdorf am Cottbuser Ostsee wurde nach sechsmonatiger Bauzeit im Dezember 2006 eingeweiht. Er hat eine Gesamthöhe von 34 Metern und eine Plattform auf 31 Metern.
- Die Kriegsgräberstätte Merzdorf befindet sich in der Nähe des Baugebiets Neue Siedlung, bis Ende April 1920 wurden dort rund 560 Kriegsgefangene beigesetzt. Das 1934 aufgestellte Kriegsdenkmal auf dem Merzdorfer Friedhof wurde bis November 2009 restauriert.

## Vereine und Einrichtungen

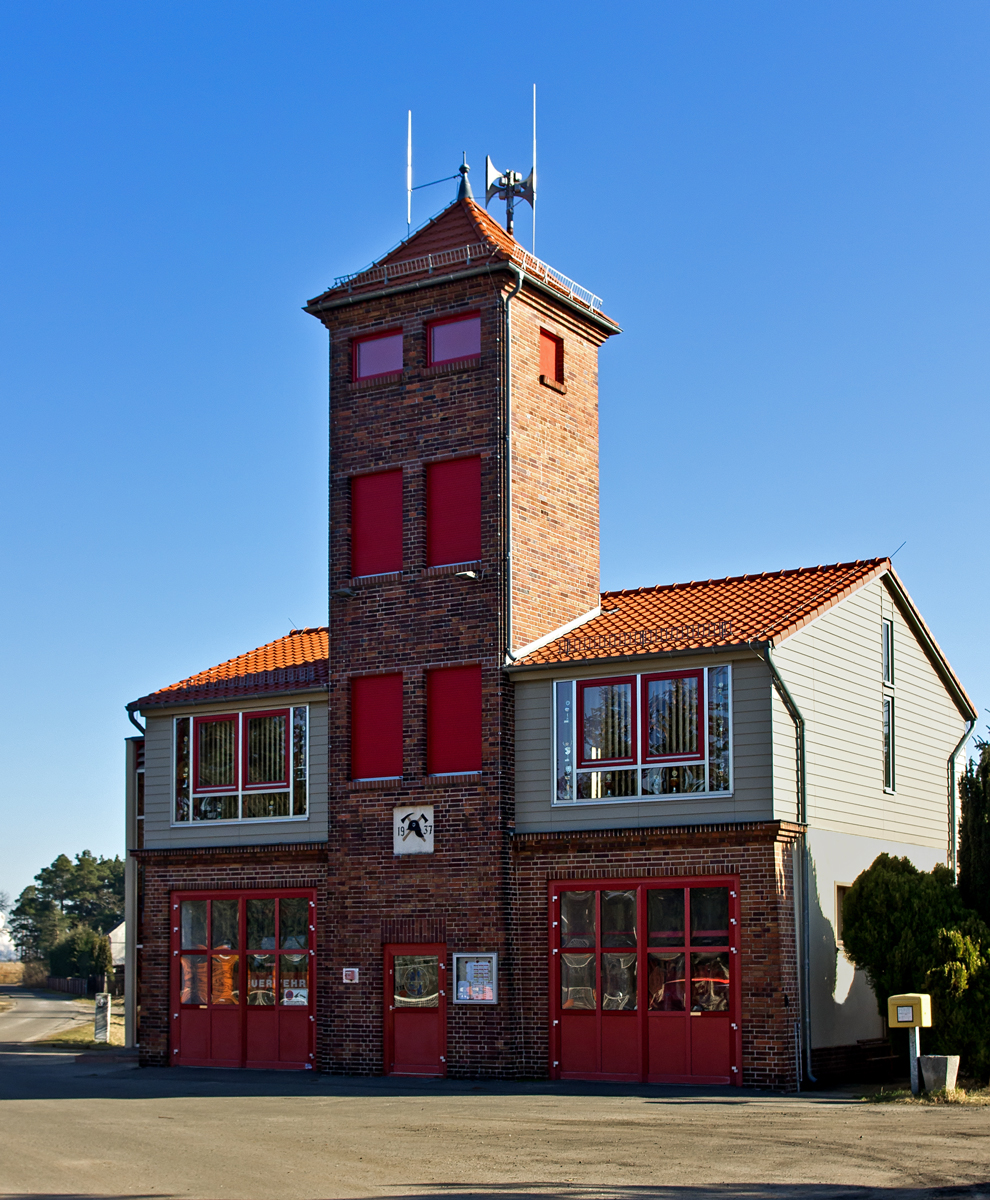
Feuerwehrhaus der Freiwilligen Feuerwehr

Der örtliche Sportverein ist der SV Rot-Weiß Merzdorf, er wurde 1952 gegründet und trägt seine Heimspiele auf dem Sportplatz am Sportlerheim Merzdorf in der Merzdorfer Gartenstraße aus. Der Ort hat eine Löschgruppe der Freiwilligen Feuerwehr Cottbus. Des Weiteren gibt es noch den örtlichen Traditionsverein, der sich um den Kriegsgräberfriedhof und den Erhalt von traditionellen Festen wie der Fastnacht kümmert.